# Emile Fallaux
Emile Marcus Fallaux (Leiden, 16 augustus 1944) is een Nederlands journalist en programmamaker. 
Na een periode als programmamaker bij de VARA (Uitlaat) en VPRO (Het Gat van Nederland) en als hoofdredacteur van het damesblad Eva (later Viva), werkte hij vanuit zijn standplaats New York acht jaar lang voor Europese tv-stations, waarvoor hij documentaires produceerde en regisseerde. Van 1982 tot 1990 was Fallaux programmamaker bij de VPRO-televisie. Hij verzon en leidde de eigenzinnige actualiteitenrubriek BG-TV van 1981 tot 1983. In de jaren tachtig verwierf hij vooral bekendheid met zijn videobrieven uit Nicaragua, Irkoetsk, New York en Den Haag (VPRO). Hiervoor won hij de L.J. Jordaanprijs voor vernieuwende televisie en in 1991 de Zilveren Nipkowschijf. Voorts wist hij onder andere het complot rond Jacob Israël de Haan te ontrafelen (Het eind dat niemand keren kan, 1992) en interviewde de laatst levende moordenaar.   
Van 1991 tot 1996 was hij directeur van het International Film Festival Rotterdam. In 2001 schreef en regisseerde hij de telefilm Liefje, gebaseerd op het waargebeurde verhaal over de moord door een meisje en haar vriend op de vader van het meisje, die haar misbruikt zou hebben.
Vanaf 15 maart 2005 tot september 2008 was Fallaux hoofdredacteur van het weekblad Vrij Nederland. Hij werd opgevolgd door Frits van Exter.
In 2010 regisseerde hij de voorstelling Mengelberg and Mahler bij het theaterbedrijf 'Shakespeare & Co.' in de VS.
Fallaux bekleedde vele bestuursfuncties. Hij was onder meer bestuurslid van het Stimuleringsfonds voor Culturele Omroepproducties (nu Mediafonds), het Holland Festival, het Prins Claus Fonds en Kunsten '92. Nu is hij voorzitter van Submarinechannel en lid van de raad van toezicht van het Nederlands Fonds voor de Film. Fallaux was medeoprichter van dit filmfonds, en ook van het Mediafonds Rotterdam en het Fonds voor Bijzondere Journalistieke Projecten.

## Persoonlijk
Fallaux was getrouwd met de 17 jaar jongere programmamaker en, aan het eind van haar leven, hoofdredacteur van VPRO-televisie Karen de Bok. Uit een eerder huwelijk heeft hij een dochter: Tara Fallaux, fotograaf en filmmaker.